# Gerhard Schmidt (Archäologe)
Gerhard Schmidt (* 1928; † 1987) war ein deutscher Klassischer Archäologe.
Gerhard Schmidt wurde 1962 mit einer Arbeit über Kyprische Bildwerke aus dem Heraion von Samos bei Ernst Buschor an der Universität München promoviert. Die Promotion basierte auf seiner Mitarbeit bei den Ausgrabungen auf Samos, die von seinem Lehrer Buschor 1925 bis 1939 geleitet wurden. 1963/64 erhielt er das Reisestipendium des Deutschen Archäologischen Instituts. Von 1969 bis zu seinem Tod war er zunächst an der Redaktion der Abteilung Athen des Deutschen Archäologischen Instituts, danach in der Zentrale in Berlin beschäftigt. 1973 leitete er für kurze Zeit unter Ulf Jantzen die Grabung im Tunnel des Eupalinos in Samos.

## Schriften
- Kyprische Bildwerke aus dem Heraion von Samos. Habelt, Bonn 1968 (Samos, Band 7)
- mit Alice Ammermann und Tilman Röhrig: Der Sklave Calvisius. Alltag in einer römischen Provinz 150 n. Chr. Falken, Niedernhausen 1979, ISBN 3-8068-4058-X (Falken-Fernsehbuch)

## Belege
1. ↑  Die Wasserleitung des Eupalinos. Die Funde, Samos XX, Bonn 2004, S. XVI

| Personendaten    | Personendaten                    |
| ---------------- | -------------------------------- |
| NAME             | Schmidt, Gerhard                 |
| KURZBESCHREIBUNG | deutscher Klassischer Archäologe |
| GEBURTSDATUM     | 1928                             |
| STERBEDATUM      | 1987                             |